# معركة بئر العبد
معركة بئر العبد وقعت في 9 أغسطس 1916 خلال حملة سيناء وفلسطين في الحرب العالمية الأولى عند بئر العبد شمال سيناء، بين القوات البريطانية من جهة والقوات العثمانية والألمانية من جهة أخرى، انتصرت فيها الدولة العثمانية.